# Крістофер Гонсалес
Крістофер Гонсалес (ісп. Christofer Gonzáles; нар. 12 жовтня 1992, Ліма) — перуанський футболіст, півзахисник клубу «Спортінг Крістал».
Виступав, зокрема, за клуби «Універсітаріо де Депортес» та «Коло-Коло».

## Клубна кар'єра
У дорослому футболі дебютував 2012 року виступами за команду клубу «Універсітаріо де Депортес», в якій провів три сезони, взявши участь у 84 матчах чемпіонату. Більшість часу, проведеного у складі «Універсітаріо де Депортес», був основним гравцем команди.
Своєю грою за цю команду привернув увагу представників тренерського штабу клубу «Коло-Коло», до складу якого приєднався 2015 року. Відіграв за команду із Сантьяго наступні чотири сезони своєї ігрової кар'єри.
Згодом з 2016 по 2018 рік грав у складі команд клубів «Універсідад Сесар Вальєхо», «Спорт Росаріо» та «Мельгар» на правах оренди.
До складу клубу «Спортінг Крістал» приєднався 2019 року, відігравши три сезони перейшов до саудівського клубу «Аль-Адалх».
У 2024 році повернувя на батьківщину, де спочатку захищав кольори команди «Універсітаріо де Депортес», наразі виступає за клуб «Спортінг Крістал».

## Виступи за збірну
2013 року дебютував в офіційних матчах у складі національної збірної Перу.
| Дата       | Місто                | Господарі      | Результат               | Гості             | Турнір                          | Голи | Примітки  |
| ---------- | -------------------- | -------------- | ----------------------- | ----------------- | ------------------------------- | ---- | --------- |
| 27-3-2013  | Ліма                 | Перу           | 3 – 0                   | Тринідад і Тобаго | товариський матч                | 1    | 82'       |
| 18-4-2013  | Х'юстон              | Перу           | 0 – 0                   | Мексика           | товариський матч                | -    | 75'       |
| 3-6-2014   | Люцерн               | Швейцарія      | 2 – 0                   | Перу              | товариський матч                | -    | 53'       |
| 5-8-2014   | Ліма                 | Перу           | 3 – 0                   | Панама            | товариський матч                | -    | 78'       |
| 1-4-2015   | Форт-Лодердейл       | Перу           | 0 – 1                   | Венесуела         | товариський матч                | -    | 84'       |
| 17-11-2015 | Сальвадор            | Бразилія       | 3 – 0                   | Перу              | Відбір до ЧС 2018               | -    | 70'       |
| 13-11-2015 | Ліма                 | Перу           | 1 – 0                   | Парагвай          | Відбір до ЧС 2018               | -    | 90+3'     |
| 16-11-2018 | Ліма                 | Перу           | 0 – 2                   | Еквадор           | товариський матч                | -    | 65'       |
| 20-11-2018 | Арекіпа              | Перу           | 2 – 3                   | Коста-Рика        | товариський матч                | -    | 81'       |
| 23-3-2019  | Гаррісон             | Перу           | 1 – 0                   | Парагвай          | товариський матч                | -    | 77' 90+1' |
| 6-6-2019   | Ліма                 | Перу           | 1 – 0                   | Коста-Рика        | товариський матч                | -    | 88'       |
| 9-6-2019   | Ліма                 | Перу           | 0 – 3                   | Колумбія          | товариський матч                | -    | кап. 43'  |
| 15-6-2019  | Порту-Алегрі         | Венесуела      | 0 – 0                   | Перу              | Копа Америка 2019 - 1-й етап    | -    | 88'       |
| 18-6-2019  | Ріо-де-Жанейро       | Болівія        | 1 – 3                   | Перу              | Копа Америка 2019 - 1-й етап    | -    | 90+3'     |
| 22-6-2019  | Сан-Паулу            | Перу           | 0 – 5                   | Бразилія          | Копа Америка 2019 - 1-й етап    | -    | 67'       |
| 29-6-2019  | Салвадор             | Уругвай        | 0 – 0 (4 – 5 п.п.)      | Перу              | Копа Америка 2019 - Чвертьфінал | -    | 75'       |
| 3-7-2019   | Порту-Алегрі         | Чилі           | 0 – 3                   | Перу              | Копа Америка 2019 - Півфінал    | -    | 50'       |
| 7-7-2019   | Ріо-де-Жанейро       | Бразилія       | 3 – 1                   | Перу              | Копа Америка 2019 - Фінал       | -    | 86'       |
| 6-9-2019   | Гаррісон             | Перу           | 0 – 1                   | Еквадор           | товариський матч                | -    | 57'       |
| 10-9-2019  | Лос-Анджелес         | Бразилія       | 0 – 1                   | Перу              | товариський матч                | -    | 69'       |
| 12-10-2019 | Монтевідео           | Уругвай        | 1 – 0                   | Перу              | товариський матч                | -    |           |
| 15-10-2019 | Ліма                 | Перу           | 1 – 1                   | Уругвай           | товариський матч                | 1    |           |
| 8-10-2020  | Асунсьйон            | Парагвай       | 2 – 2                   | Перу              | Відбір до ЧС 2022               | -    | 75'       |
| 13-10-2020 | Ліма                 | Перу           | 2 – 4                   | Бразилія          | Відбір до ЧС 2022               | -    |           |
| 13-11-2020 | Сантьяго             | Чилі           | 2 – 0                   | Перу              | Відбір до ЧС 2022               | -    |           |
| 5-9-2021   | Ліма                 | Перу           | 1 – 0                   | Венесуела         | Відбір до ЧС 2022               | -    | 85'       |
| 9-9-2021   | Ресіфі               | Бразилія       | 2 – 0                   | Перу              | Відбір до ЧС 2022               | -    |           |
| 10-10-2021 | Ла-Пас               | Болівія        | 1 – 0                   | Перу              | Відбір до ЧС 2022               | -    | 41' 85'   |
| 14-10-2021 | Буенос-Айрес         | Аргентина      | 1 – 0                   | Перу              | Відбір до ЧС 2022               | -    | 85'       |
| 11-11-2021 | Ліма                 | Перу           | 3 – 0                   | Болівія           | Відбір до ЧС 2022               | -    |           |
| 16-11-2021 | Каракас              | Венесуела      | 1 – 2                   | Перу              | Відбір до ЧС 2022               | -    | 46'       |
| 16-1-2022  | Ліма                 | Перу           | 1 – 1                   | Панама            | товариський матч                | -    | 90+2'     |
| 28-1-2022  | Барранкілья          | Колумбія       | 0 – 1                   | Перу              | Відбір до ЧС 2022               | -    | 65'       |
| 1-2-2022   | Ліма                 | Перу           | 1 – 1                   | Еквадор           | Відбір до ЧС 2022               | -    | 46'       |
| 24-3-2022  | Монтевідео           | Уругвай        | 1 – 0                   | Перу              | Відбір до ЧС 2022               | -    | 61'       |
| 29-3-2022  | Ліма                 | Перу           | 2 – 0                   | Парагвай          | Відбір до ЧС 2022               | -    | 66'       |
| 5-6-2022   | Курналя-да-Льобрегат | Перу           | 1 – 0                   | Нова Зеландія     | товариський матч                | -    | 67'       |
| 13-6-2022  | Ер-Раян              | Австралія      | 0 – 0 д.ч. (5 – 4 п.п.) | Перу              | Відбір до ЧС 2022               | -    |           |
| 25-9-2022  | Пасадіна             | Мексика        | 1 – 0                   | Перу              | товариський матч                | -    | 86'       |
| 28-9-2022  | Вашингтон            | Сальвадор      | 1 – 4                   | Перу              | товариський матч                | -    | 70'       |
| 16-11-2022 | Ліма                 | Перу           | 1 – 0                   | Парагвай          | товариський матч                | -    | 75'       |
| 20-11-2022 | Арекіпа              | Перу           | 1 – 0                   | Болівія           | товариський матч                | -    | 69'       |
| 25-3-2023  | Майнц                | Німеччина      | 2 – 0                   | Перу              | товариський матч                | -    | 46'       |
| 15-6-2023  | Пусан                | Південна Корея | 0 – 1                   | Перу              | товариський матч                | -    |           |
| 20-6-2023  | Суйта                | Японія         | 4 – 1                   | Перу              | товариський матч                | 1    | 46'       |
| 7-9-2023   | Сьюдад-дель-Есте     | Парагвай       | 0 – 0                   | Перу              | Відбір до ЧС 2026               | -    | 46'       |
| 12-10-2023 | Сантьяго             | Чилі           | 2 – 0                   | Перу              | Відбір до ЧС 2026               | -    | 68'       |
| Усього     |                      | Матчів         | 47                      |                   | Голів                           | 3    |           |

## Титули і досягнення
- Чемпіон Перу (2):

«Універсітаріо де Депортес»: 2013
«Спортінг Крістал»: 2020
- Володар Кубка Двохсотріччя (1):

«Спортінг Крістал»: 2021
- Чемпіон Чилі (2):

«Коло-Коло»: 2015/16А, 2017
- Володар Суперкубка Чилі (1):

«Коло-Коло»: 2017
Збірні
- Срібний призер Кубка Америки: 2019